# Ludvíkov
Ludvíkov (německy Ludwigsthal, polsky Ludwików) je obec v okrese Bruntál v Moravskoslezském kraji. Žije v ní 277 obyvatel. Je součástí mikroregionu Sdružení obcí Vrbenska.

## Historie

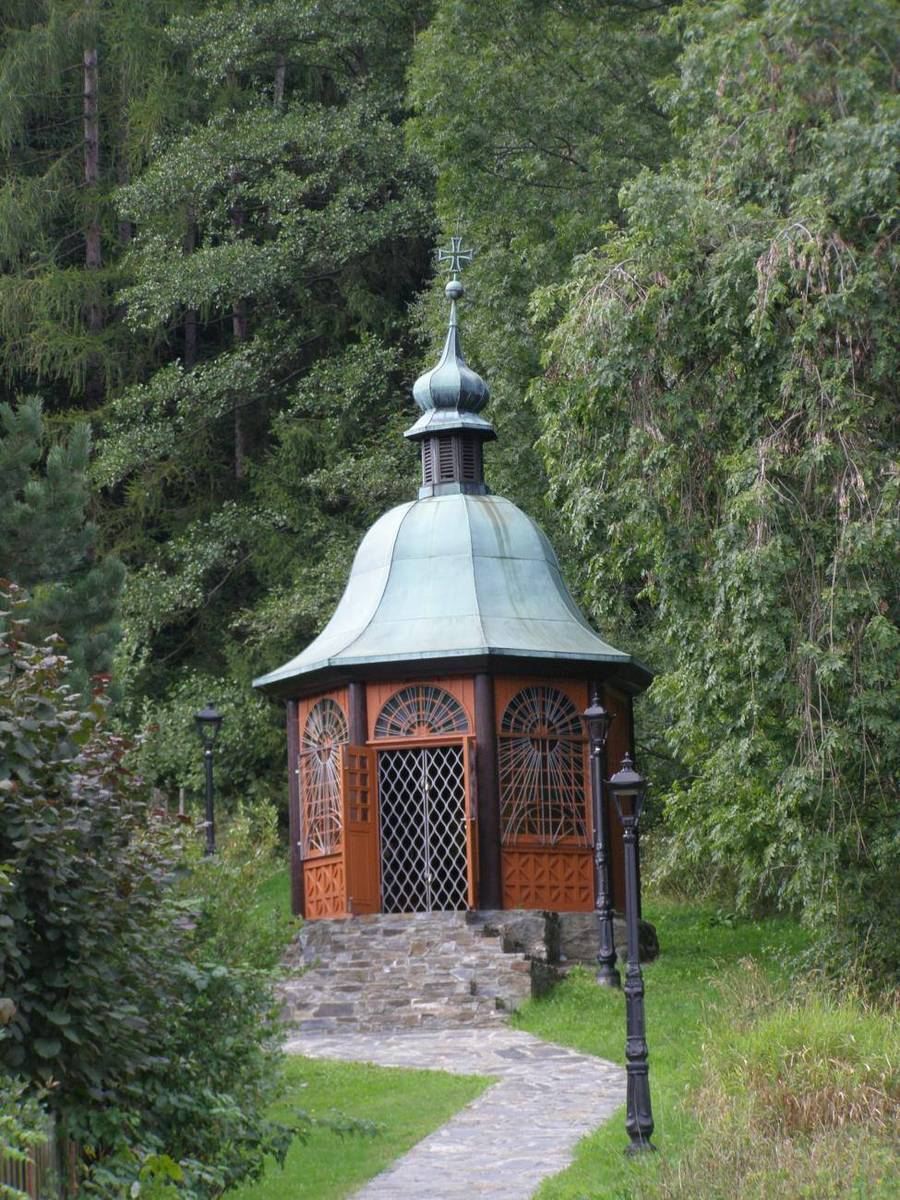
Dřevěná kaple z roku 1923: památník obětem války

Obec vznikla v údolí Bílé Opavy při železárnách, které byly zřízeny v roce 1672 řádem německých rytířů. Provoz železáren si žádal velké množství dřeva a to musel někdo vytěžit a zpracovat, proto v letech 1687–1732 nastal příliv nových osadníků. 
Jako zakladatel obce je označován velmistr řádu Franz Ludwig, falckrabě z Neuburgu. Franz Ludwig zde nechal postavit jednu vysokou pec, dva železné hamry, jednu kovárnu, jeden dům pro hamrovního správce, jeden dům pro hamrovního písaře a ještě 15 domů, které byly podmíněně postoupeny dělníkům. 
Roku 1701 jsou založeny dvě slévárny, tři hutě a hamr s pohonem vodním kolem. K roku 1819 se připomíná jedna tavicí pec, dva hamry na železo, přibyl jeden hamr na plech a kovárna. Roku 1795 zde bylo vyrobeno během 22 týdnů 550 tun surového železa. 
Roku 1823 to bylo 875 tun surového železa a roku 1833 684 tun surového železa a 109 tun výrobků z litiny. Litina se zde začala vyrábět od roku 1818. Na této výrobě se podílel i známý sochař z Horního Údolí Bernard Kutzer. 
Byly zde vyráběny kříže, medaile, plakety, litinové vany, umyvadla, kotle, nářadí pro laboratoře a lékárnictví, kování dveří, mříže, ozdobná zábradlí, těžítka, domovní znamení, zdobné vázy i hřbitovní plastiky
Roku 1734 měla obec 30 stavení, roku 1780 62 stavení, roku 1805 82 stavení a 485 obyvatel a roku 1879 100 stavení a 847 obyvatel.
K roku 1850 měly železárny dvě pece a těžila se zde železná ruda, k roku 1855 zde bylo 120 zaměstnanců. Roku 1879 železárny zanikly a byly nahrazeny dřevoprůmyslem. K roku 1930 měla pila a dřevoprůmysl 280 zaměstnanců. K roku 1910 a 1939 se připomíná výroba kovového zboží a roku 1925 výroba razítek.
Firma Adolf Grohmann a syn z Vrbna pod Pradědem zde roku 1880 vyrábí drát, lana, řetězy, hřebíky a začíná zde i výroba pletiv. Začátkem 20. století bylo provedeno několik pokusů o obnovu těžby rud, ale malá výtěžnost další pokračování hornické činnosti ukončila. Ludvíkov byl původně přifařen pod město Andělská Hora od roku 1723 pod Vrbno. 
V okolí obce se těžilo i zlato. V 19. století se od jeho těžby pro nerentabilnost upustilo. Při hledání zlata byly objeveny měděné rudy. Ve střední části údolí se nacházejí šachty, štoly a zářezy po jejich těžbě. Tato těžba zde probíhala až do roku 1918 s výtěžkem kolem 20 tun ročně. Těžbu dnes připomíná hornická naučná stezka Vysoká – Hláska, která se nachází na svazích Vysoké hory a vrcholu Hláska. Zde se nachází důlní pole, šachty, štoly a pinky.
Od roku 1892 zde byla pošta, v letech 1872 až 1879 konzum (znovu k roku 1930) a v roce 1852 bratrská pokladna, která zanikla roku 1884 zřejmě z důvodu zániku hutí. K roku 1853 obecná škola, která měla k roku 1900 dvě třídy.
K roku 1860 se připomínají dodnes funkční železité minerální prameny. Až do roku 1945 byla obec převážně německá (pod názvem Ludwigsthal – česky Ludvíkovo údolí). Obsazena Rudou armádou 8. května 1945. Po odsunu německého obyvatelstva sem přicházeli lidé z jiných oblastí, a to především ze Slovenska.

## Obyvatelstvo
| Rok            | 1869 | 1880 | 1890 | 1900 | 1910 | 1921 | 1930 | 1950 | 1961 | 1970 | 1980 | 1991 | 2001 | 2011 | 2021 |
| -------------- | ---- | ---- | ---- | ---- | ---- | ---- | ---- | ---- | ---- | ---- | ---- | ---- | ---- | ---- | ---- |
| Počet obyvatel | 750  | 733  | 847  | 860  | 882  | 803  | 955  | 448  | 368  | 402  | 376  | 299  | 340  | 316  | 260  |
| Počet domů     | 93   | 107  | 108  | 113  | 119  | 124  | 128  | 146  | 85   | 81   | 83   | 85   | 121  | 126  | 127  |

## Obecní správa
Mezi lety 1869–1959 Ludvíkov byl obcí v okrese Bruntál. V letech 1960–1990 patřil jako část města k Vrbnu pod Pradědem a od 24. listopadu 1990 je opět samostatnou obcí.

### Obecní symboly
Znak a vlajka byly obci uděleny rozhodnutím předsedy Poslanecké sněmovny Parlamentu České republiky dne 31. ledna 2002.

## Pamětihodnosti

### Stavební a kulturní památky
- Barokní kostel Navštívení Panny Marie z roku 1792. Kostel a část mobiliáře je od roku 2008 kulturní památkou ČR. Varhany pochází z roku 1874 a jsou od firmy Franz Rieger a syn z Krnova. [15]
- Dřevěná kaple z roku 1923, postavená jako památník obětem první světové války, která dnes slouží i jako památník obětem druhé světové války. Kaple byla postavena dle návrhu malíře Ericha Hürdena z Karlovy Studánky především za pomoci místních řemeslníků. Peníze na ni byly získány ze sbírky a dobrovolných darů.
- Hřbitov byl budován ve stejnou dobu jako kostel, kolem roku 1869 byla zřízena kamenná ohradní zeď a márnice. Jsou zde litinové náhrobníky, většinou ve tvaru křížů, z místních železáren, centrální (velký) litinový kříž je z roku 1862.[16]
- Dům č. p. 30 je zděnou stavbou, která dokládá původní lidové stavitelství. Jde o cenný příklad domu východosudetského typu z 18. století s mohutnou sedlovou střechou. Od roku 2002 jde o kulturní památku.[16]
- Novorenesanční vila č. p. 18 (tzv. zámeček) z roku 1889 patřila místní významné podnikatelské rodině Gaidosch.[17]
- Původní Wilhelmova huť, dnes výroba řeziva a pelet (Dřevovýroba Ludvíkov).[17]
- Museum v prostorách obecního úřadu (historie, dobové pohlednice, archiválie, výrobky z litiny atd.).
- Zřícenina hradu Fürstenwalde severně nad obcí, na Zámeckém vrchu. Významný slezský hrad zanikl asi již v druhé polovině 15. století a tak jsou dochovány jen malé zbytky zdiva paláce, věže a hradeb.

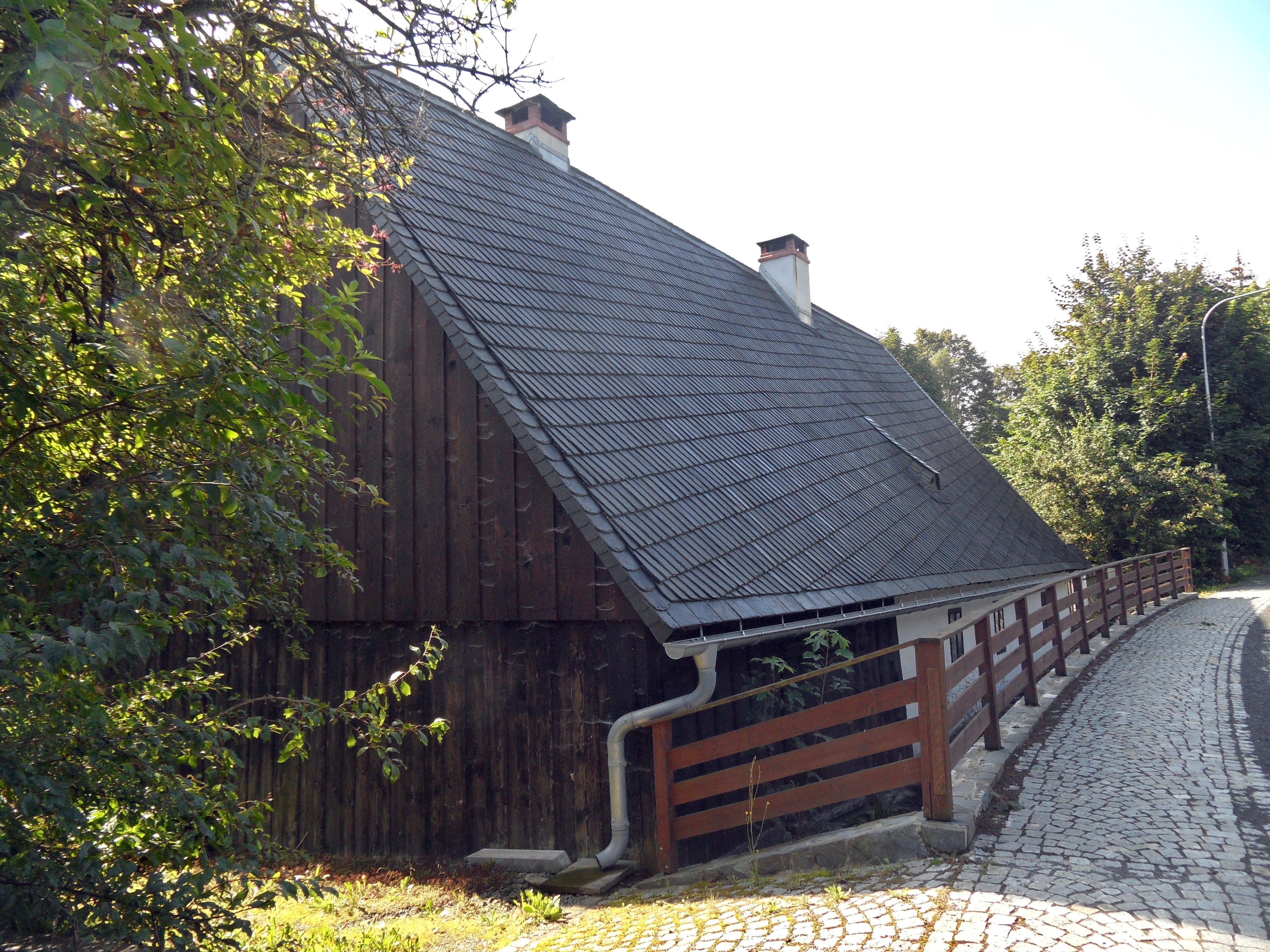
Dům čp. 30 (pohled od severu)
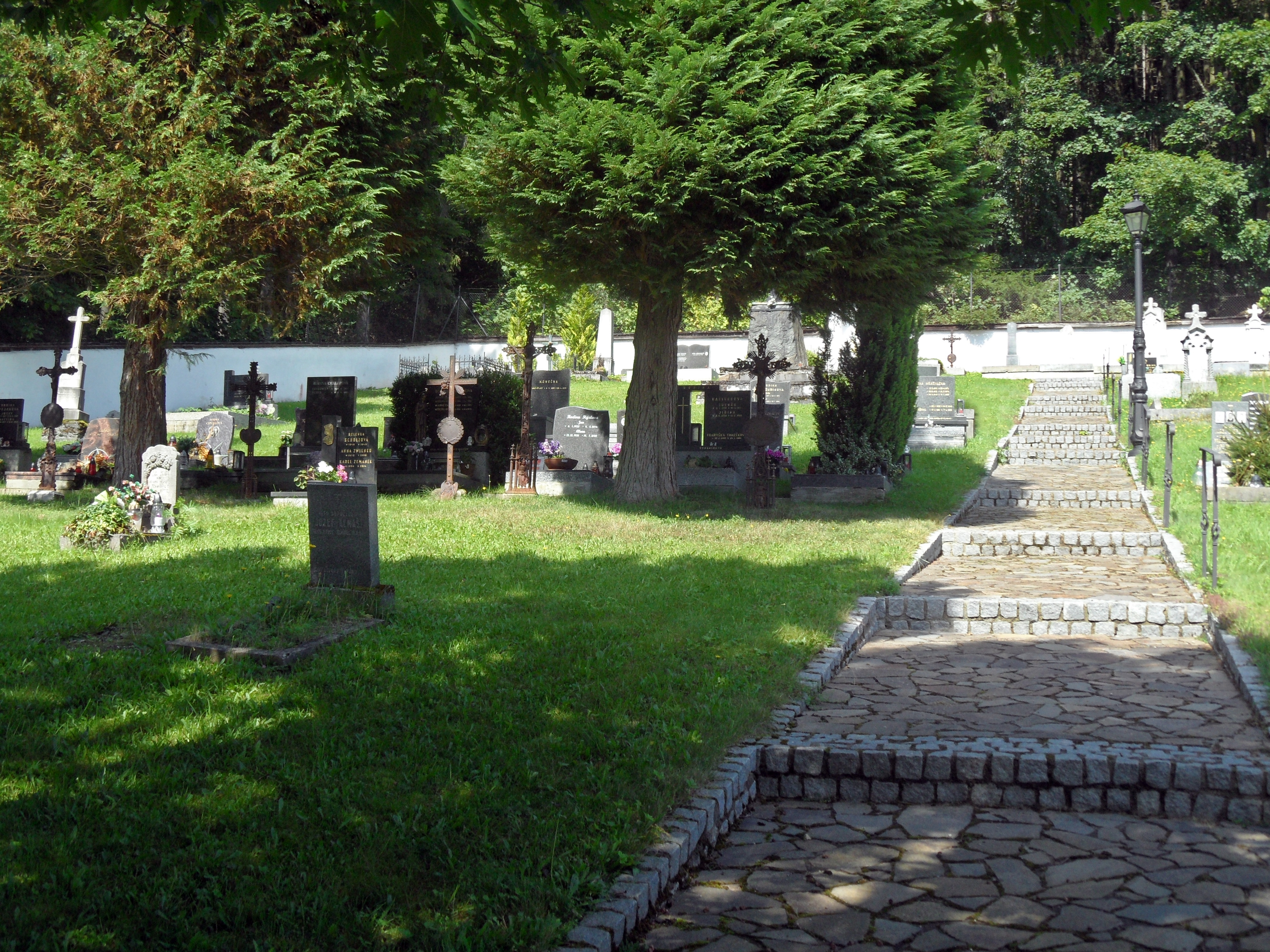
Hřbitov v Ludvíkově
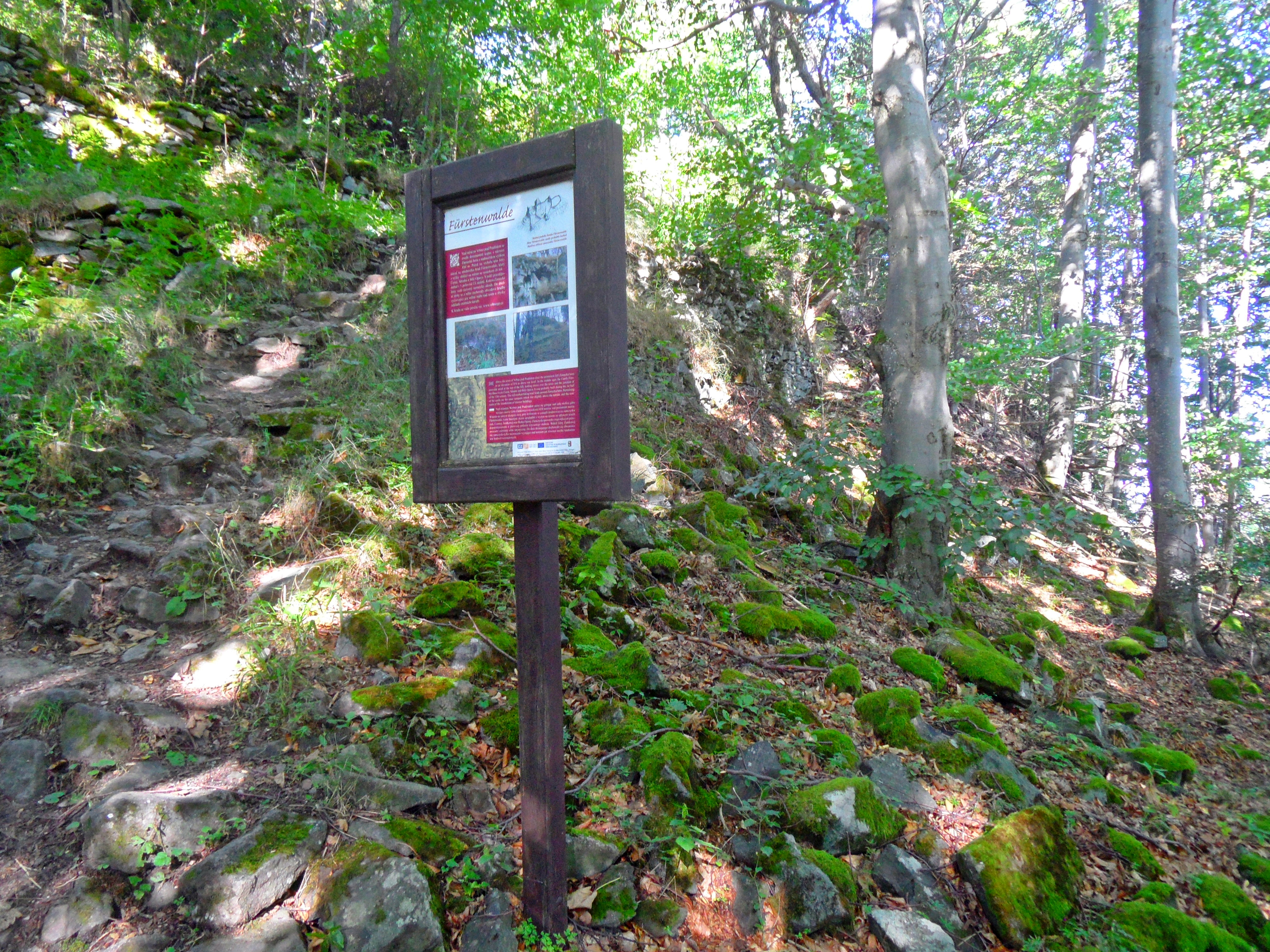
Zbytky zříceniny Fürstenwalde

### Přírodní památky
- Ludvíkovské skalní město je nepískovcové skalní město využívané k horolezectví. Ke skalám nevedou turistické stezky, ale nachází se nedaleko hřbitova, odkud se lze po pěšině ke skalám dostat.
- Vyhlídka Franze Ludwiga (pojmenovaná po zakladateli obce).[18]
- Vyhlídka Nad Ludvíkovem nabízí pěkný výhled na celé údolí. Nachází se jižně od obce, cesta vede nejprve po trase naučné stezky, poté od rozcestí U Malé hvězdy po modré (50°5′11″ s. š., 17°20′3″ v. d.).
- Na Zámecké hoře (v těsném sousedství výše popsané zříceniny hradu Fürstenwalde) byla v roce 2012 postavena malá dřevěná rozhledna, odkud je výhled na Ludvíkov, Vrbno pod Pradědem, Karlovice, Vysokou horu, na druhé straně je viditelné pásmo Orlíka a oblast nad Bílým Potokem.

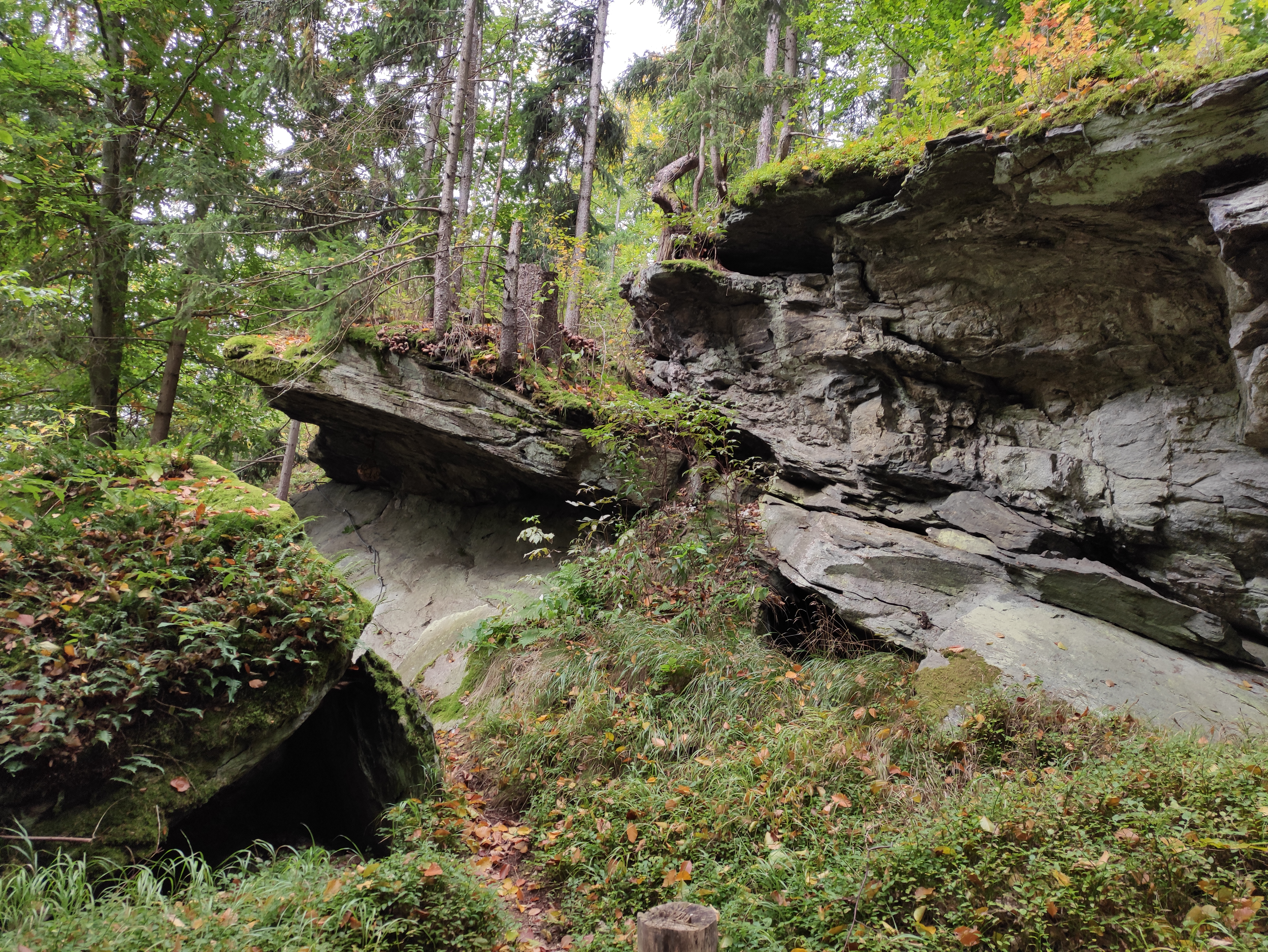
Ludvíkovské skalní město
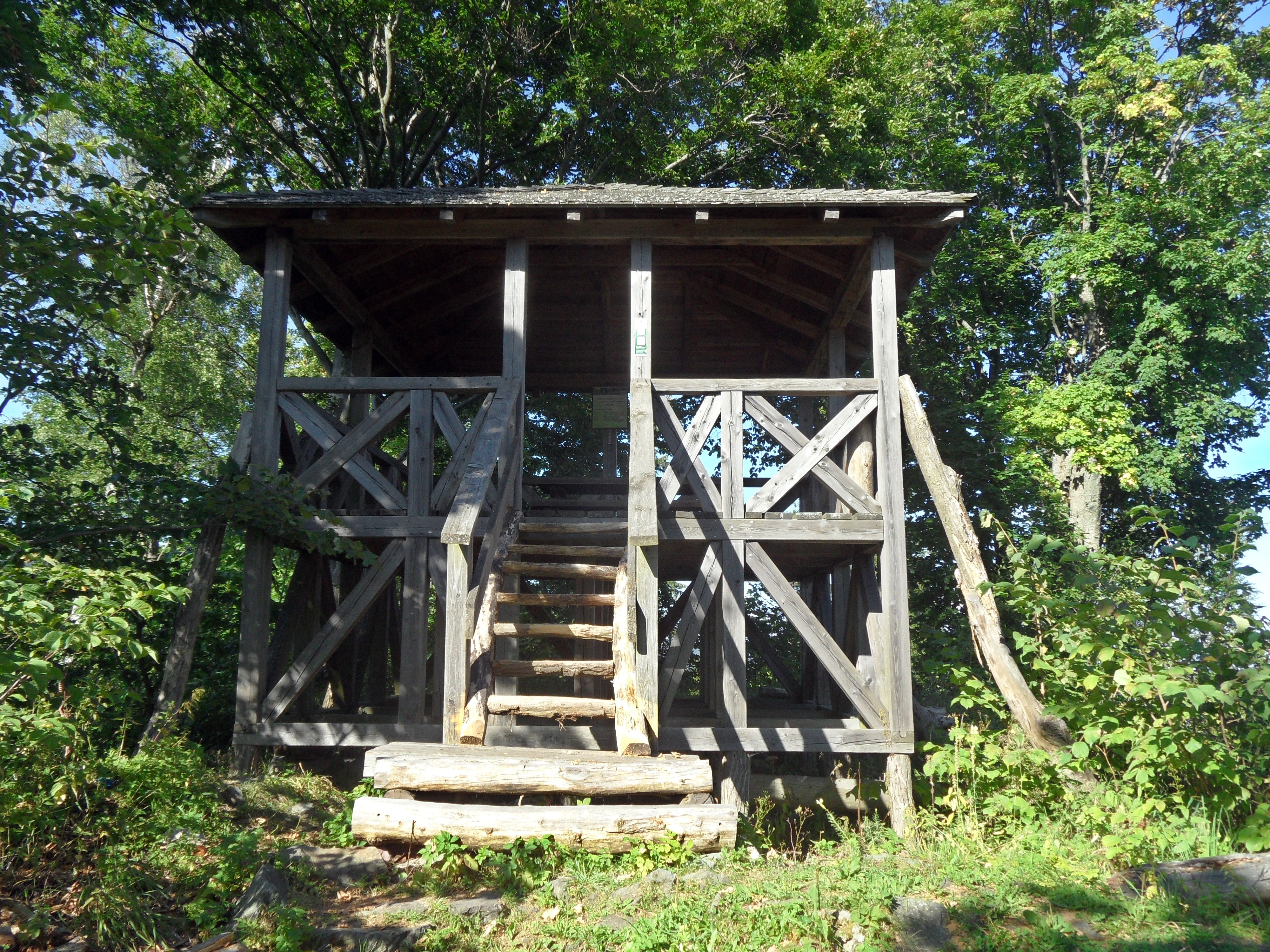
Rozhledna na Zámecké hoře
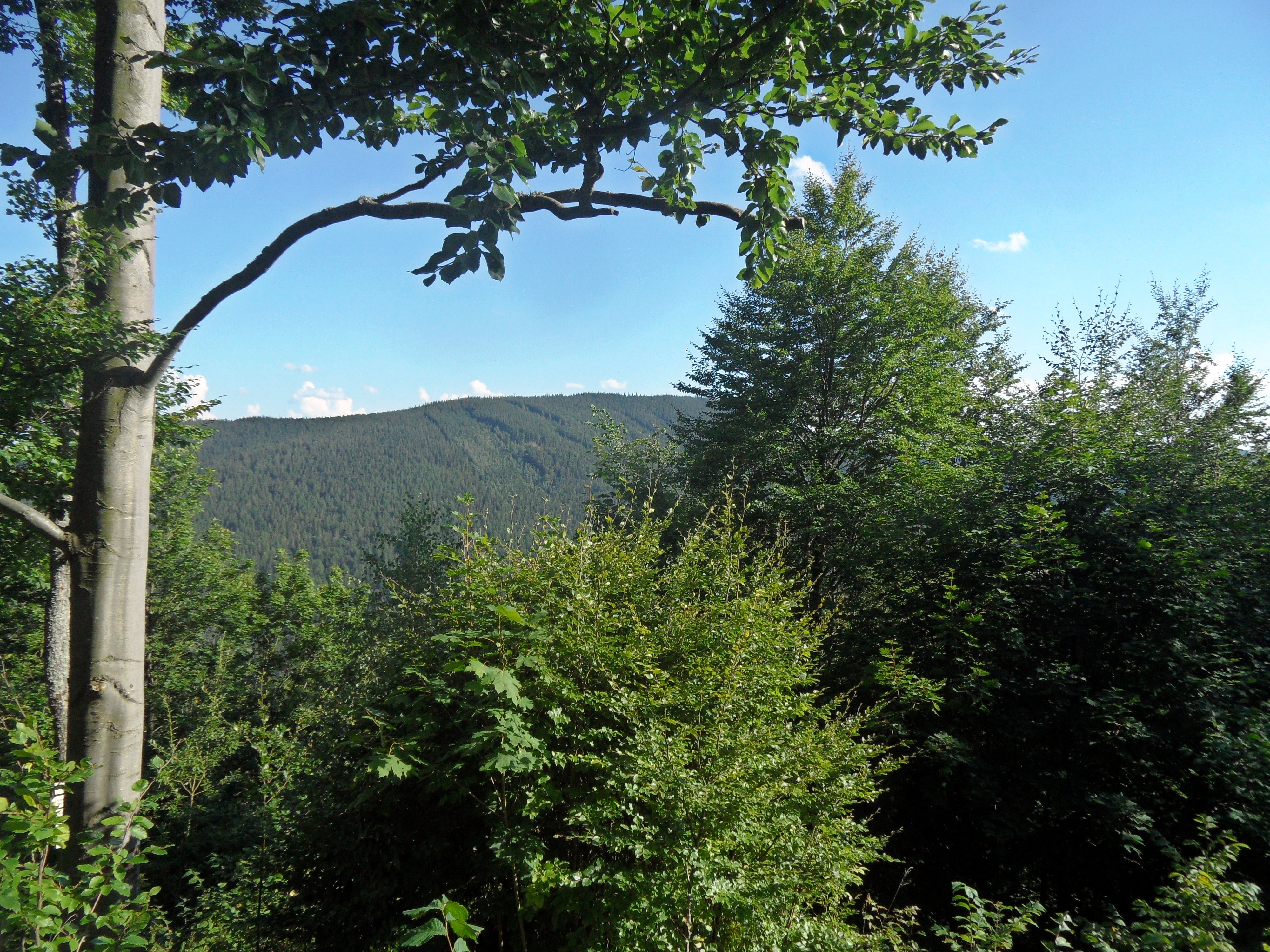
Jeden z výhledů od rozhledny

### Památné stromy
Na katastrálním území obce Ludvíkov se v roce 2024 nachází celkem pět vyhlášených památných stromů, z toho čtyři jsou v intravilánu obce. Jedle Vévodkyně se nachází ještě v extravilánu, necelý kilometr před začátkem obce Ludvíkov, u silnice z Karlovy Studánky.  Dále již v intravilánu (ve směru na Vrbno pod Pradědem a po proudu Bílé Opavy) to postupně jsou jasan v bývalém areálu Jitřenka (jasan ztepilý), třetí je lípa nad řekou (kříženec lípa obecná), čtvrtá je lípa u zámečku (rovněž lípa obecná) a pátý jasan u zámečku (také jasan ztepilý).

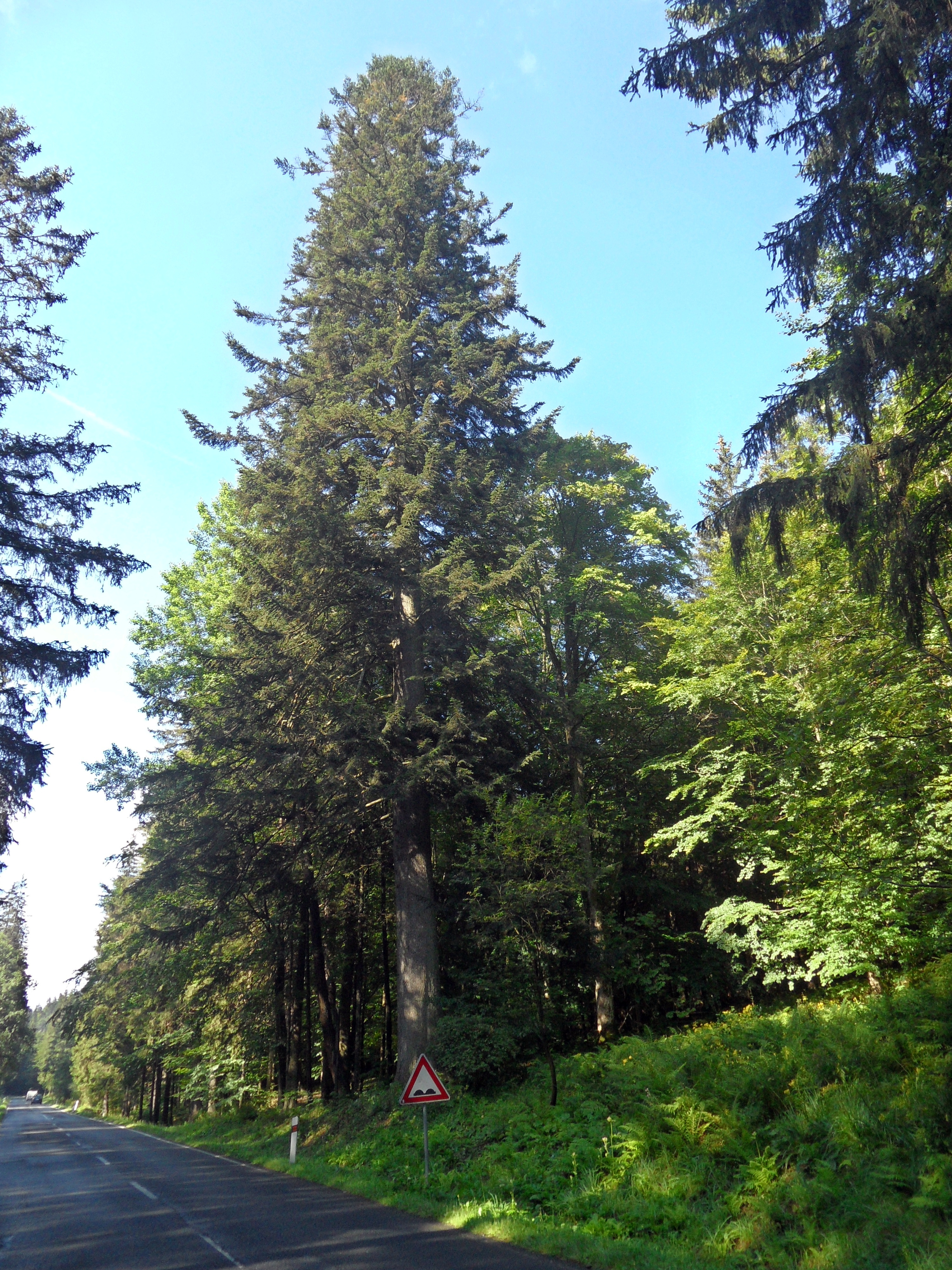
Jedle vévodkyně od severovýchodu
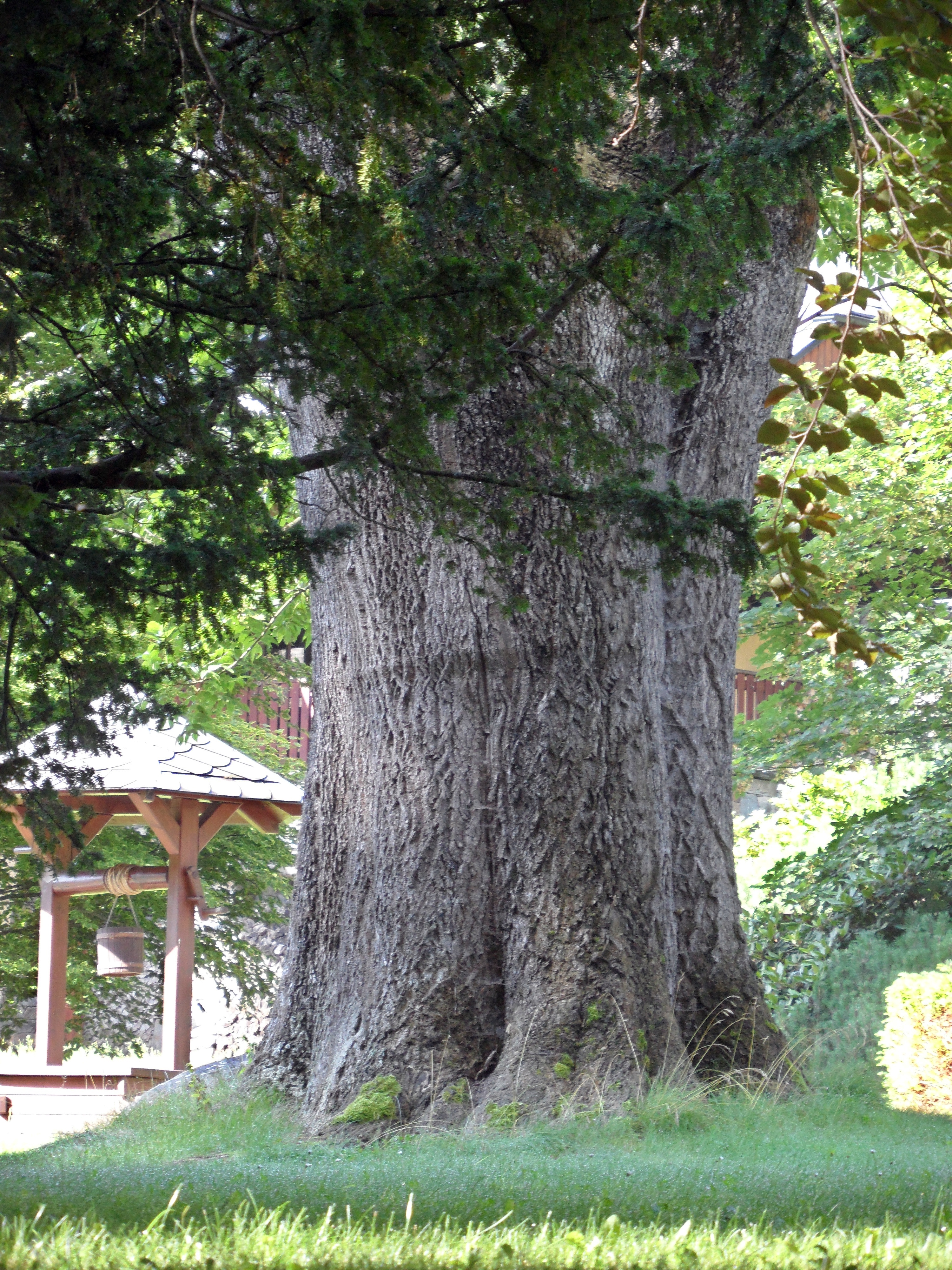
Jasan v bývalém areálu Jitřenka (detail kmene)
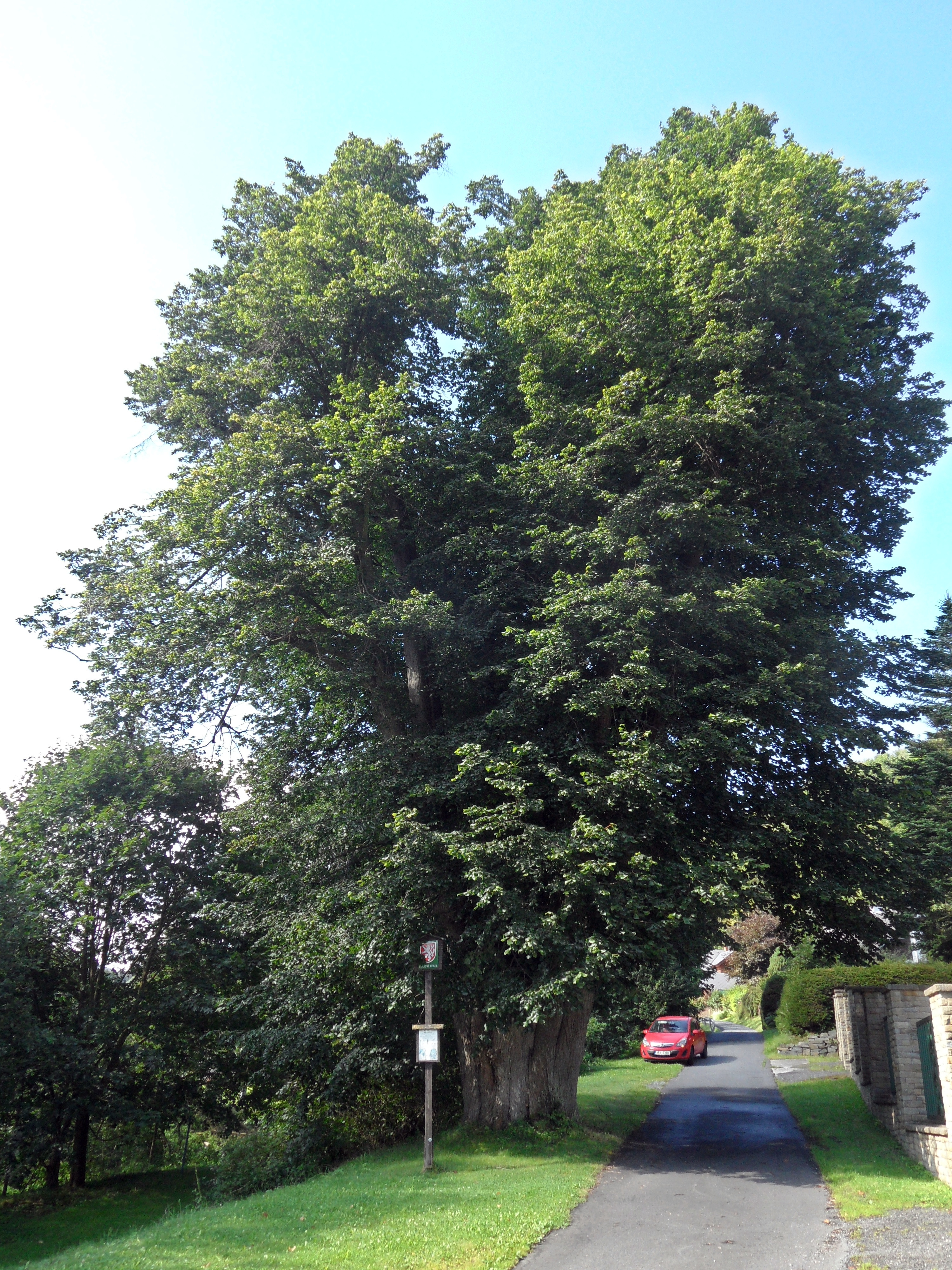
Lípa nad řekou od severovýchodu
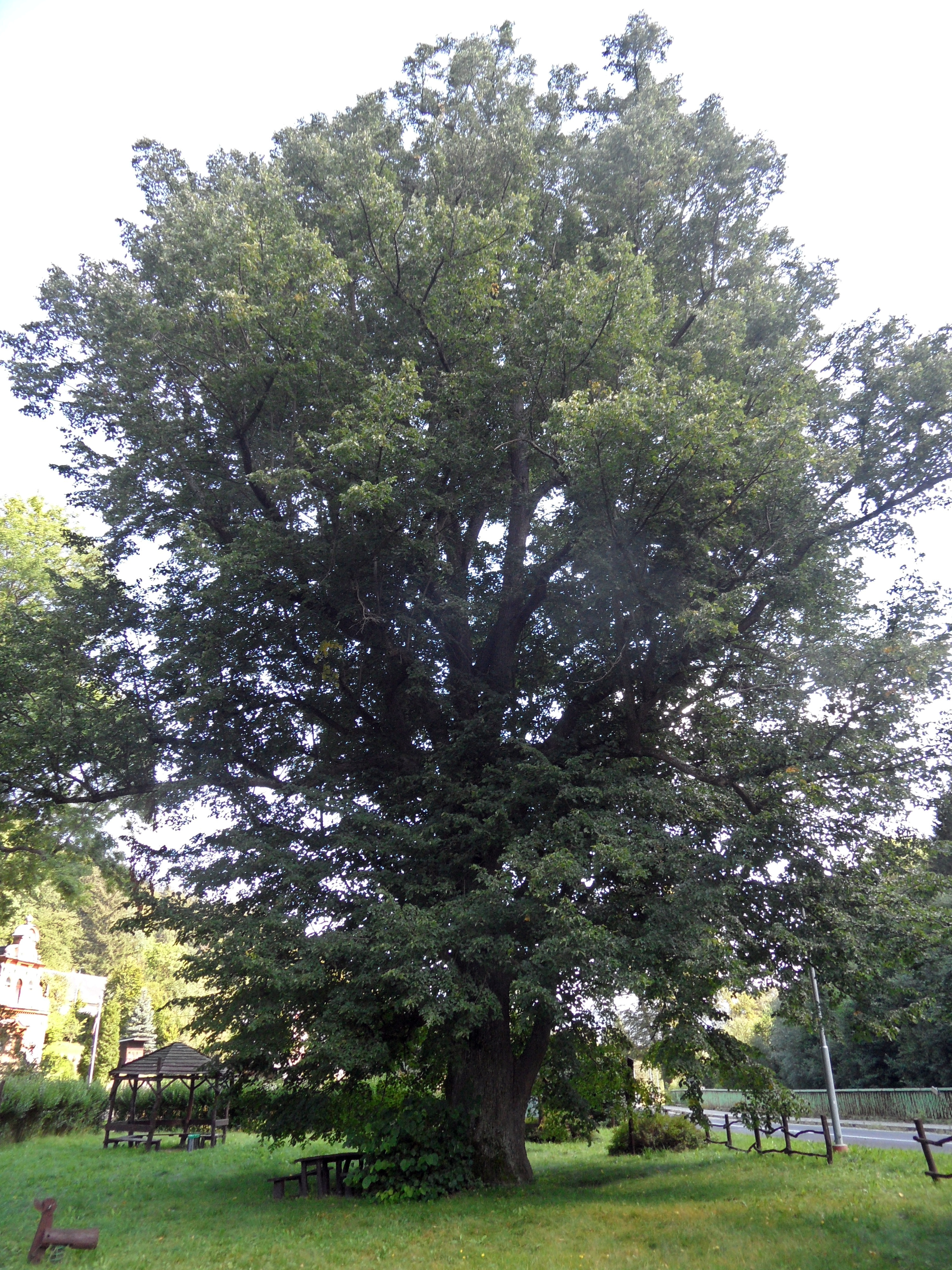
Lípa u zámečku od jihovýchodu
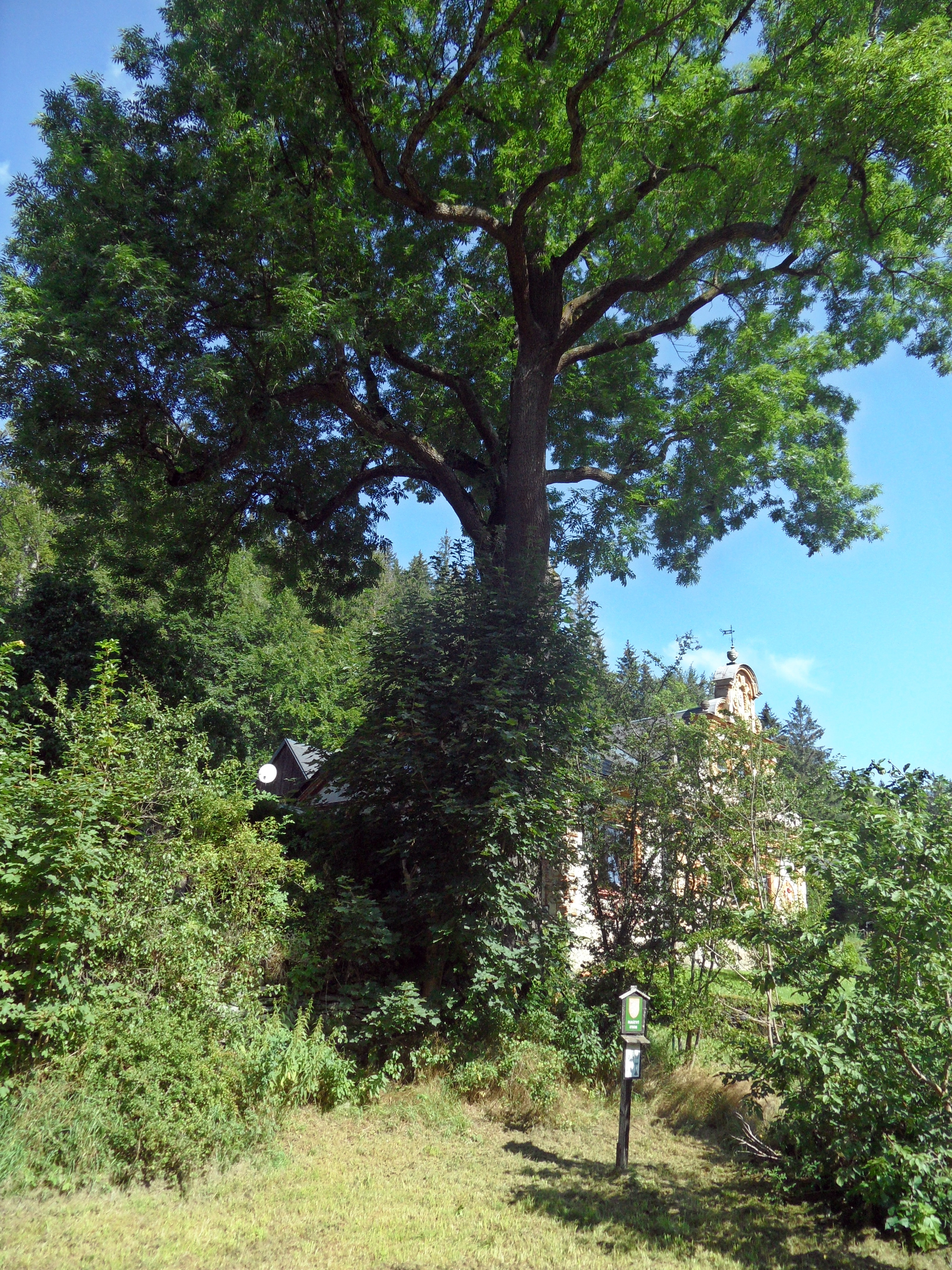
Jasan u zámečku